# Hanriot HD.1
Die Hanriot HD.1 war ein französisches Jagdflugzeug im Ersten Weltkrieg von 1916.

## Geschichte
René Hanriot war bereits vor dem Krieg im Flugzeugbau aktiv, aber seine Firma Société des monoplans Hanriot ging 1913 in Konkurs. Erst 1916 schloss sich Hanriot mit Emile Dupont zusammen, der zuvor Rennflugzeuge bei Deperdussin, Ponnier, Morane und Nieuport entwickelt hatte. Zunächst fertigte Hanriot in seinem Werk in Billancourt bei Paris in Lizenz den britischen Sopwith 1½ Strutter. Dupont konzipierte indessen einen dem britischen Bristol Scout oder Sopwith Pup ähnlichen Einsitzer, der im Juni 1916 als HD.1 einen Erstflug absolvierte.

## Konstruktion
Bei der Hanriot HD.1 handelte es sich um einen einstieligen Doppeldecker. Rumpf und Tragflächen waren stoffbespannte Holzkonstruktionen mit Duraluminiumblechen im Vorderrumpfbereich; die Leitwerke waren mit einem Stahlrohrrahmen verstärkt. Obere und untere Tragflächen waren unterschiedlich lang und gestaffelt ausgeführt, wobei der Pilot eine hervorragende Sicht bekam. Die Maschine hatte Querruder nur an den oberen Tragflächen und besaß ein Spornradfahrwerk.

## Varianten
Neben der Standardversion mit dem Le Rhône 9J-Umlaufmotor mit 110 PS wurde die HD.1 aufgrund der oft kritisierten schlechten Motorleistungen mit abweichenden Motorisierungsvarianten ausgestattet. So wurden Maschinen mit dem Le Rhóne 9Jb mit 120 PS oder mit dem Le Rhóne 9Jby mit 130 PS ausgestattet. Außerdem ist ein Einzelstück mit dem Gnome Monosoupape mit 150 PS ausgerüstet worden, eine weitere Einzelmaschine soll versuchsweise mit einem 170 PS starken Triebwerk ausgestattet gewesen sein.
Die Weiterentwicklung zum Jagdeinsitzer Hanriot HD.7, von dem ein Versuchsmuster im Jahre 1918 eine Geschwindigkeit von 214 km/h erreicht hatte, wurde mit dem Ende des Ersten Weltkrieges beendet.

## Einsatz
Die Hanriot HD.1 war ein leicht zu fliegender und extrem wendiger kleiner Jäger, der trotz einfacher Bewaffnung und des etwas leistungsschwachen Motors von Typ Le Rhône 9J zu einem der meistgefertigten Jagdflugzeuge des Ersten Weltkrieges wurde. Da die französische Fliegertruppe sich wegen der besseren Leistungswerte für die SPAD S.VII entschieden hatte, ging ein Teil der Produktion der HD.1 an das italienische Corpo Aeronautico Militare. Die italienische Militärkommission hatte das Flugzeug erproben lassen und ließ ab November 1916 rund 900 Flugzeuge bei Macchi in Varese in Lizenz bauen, um veraltete Nieuport-Jäger ersetzen zu können. Die erfolgreichen Kampfflieger Silvio Scaroni, Gastone Novelli, Mario Fucini und Giorgio Michetti errangen zahlreiche Luftsiege mit ihren HD.1. Ihre Gegner, die Jagdflieger der K.u.k. Luftfahrtruppen, beurteilten die HD.1 als der österreichischen Oeffag D.III ebenbürtig; diese war zwar schneller, die HD.1 war jedoch wendiger. Auch die belgische Aviation Militaire erhielt im Jahre 1917 125 Maschinen aus französischer Produktion.

## Nachkriegsverwendung
Die US Navy verwendete auch nach Kriegsende einige Maschinen, die z. B. 1919 versuchsweise vom Schlachtschiff Mississippi von einer Startrampe starteten. Kleinere Verkäufe gingen an die Schweiz (16 Stück), Ecuador und Venezuela.
Mit einer Hanriot HD.1 gelang dem Kapitänleutnant Paul Teste am 20. Oktober 1920 die erste erfolgreiche Landung eines französischen Flugzeugs auf dem Deck eines Schiffes, auf einer 45 Meter langen Holzplattform, die auf das Achterdeck des nicht fertiggebauten Schlachtschiffs Béarn aufgesetzt worden war. Die Béarn wurde daraufhin zum Flugzeugträger umgebaut.
Die Hanriot blieb in einigen Ländern bis 1930 im Einsatz und gehört damit zu den langlebigsten Jägern des Ersten Weltkrieges, obwohl bereits früh mit der SPAD S.VII eine leistungsstärkere Maschine erschienen war.

## Technische Daten

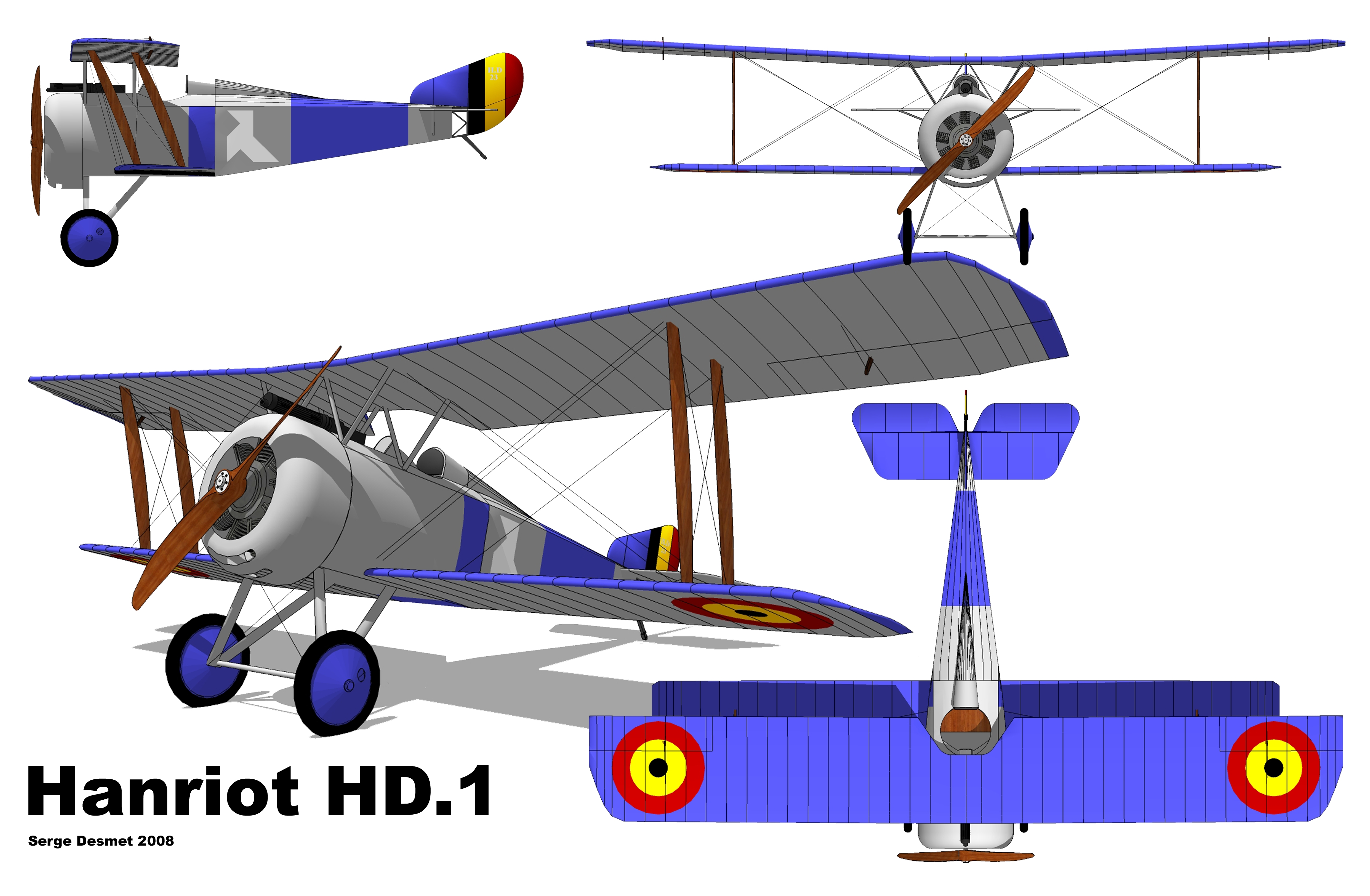
Hanriot HD.1

| Kenngröße             | Daten                                         |
| --------------------- | --------------------------------------------- |
| Besatzung             | 1                                             |
| Länge                 | 5,85 m                                        |
| Spannweite            | 8,70 m                                        |
| Höhe                  | 2,55 m                                        |
| Flügelfläche          | 18 m²                                         |
| Nutzlast              | 252 kg                                        |
| Leermasse             | 400 kg                                        |
| max. Startmasse       | 652 kg                                        |
| Höchstgeschwindigkeit | 184 km/h                                      |
| Steiggeschwindigkeit  | 4:40 min auf 2000 m                           |
| Dienstgipfelhöhe      | 6540 m                                        |
| Reichweite            | 550 km                                        |
| Flugdauer             | 2:30 h                                        |
| Triebwerke            | ein Le Rhône 9J-Sternmotor mit 110 PS (81 kW) |
| Bewaffnung            | ein oder zwei 7,7 mm Vickers-MG               |

## Museumsflugzeuge
- National Museum of Naval Aviation in Pensacola
- Museum der Schweizer Luftwaffe in Dübendorf
- Militärmuseum in Brüssel, Belgien